# Zaptec
Zaptec är ett norskt teknikföretag som designar, tillverkar och säljer laddboxar, laddstationer och mjukvara för laddning av elbilar på privata och offentliga parkeringar. 
Företaget grundades 2012 i Stavanger, där huvudkontoret och all produktion finns, och bolaget driver affärsverksamhet i Sverige, Danmark, Norge, Storbritannien, Tyskland och Schweiz. I första kvartalet 2022 hade 110 000 laddpunkter installerats globalt. Årsrapporten för 2021 rapporterar en omsättning på 489 miljoner norska kronor med en EBITDA på 88 miljoner norska kronor.
Zaptec är börsnoterat i Norge på Euronext Growth Oslo och handlas med förkortningen ZAP. Enligt Avanza är Zaptec-aktien den näst mest populära norska aktien för svenska sparare efter norska flygbolaget Norwegian Air.

## Produkter

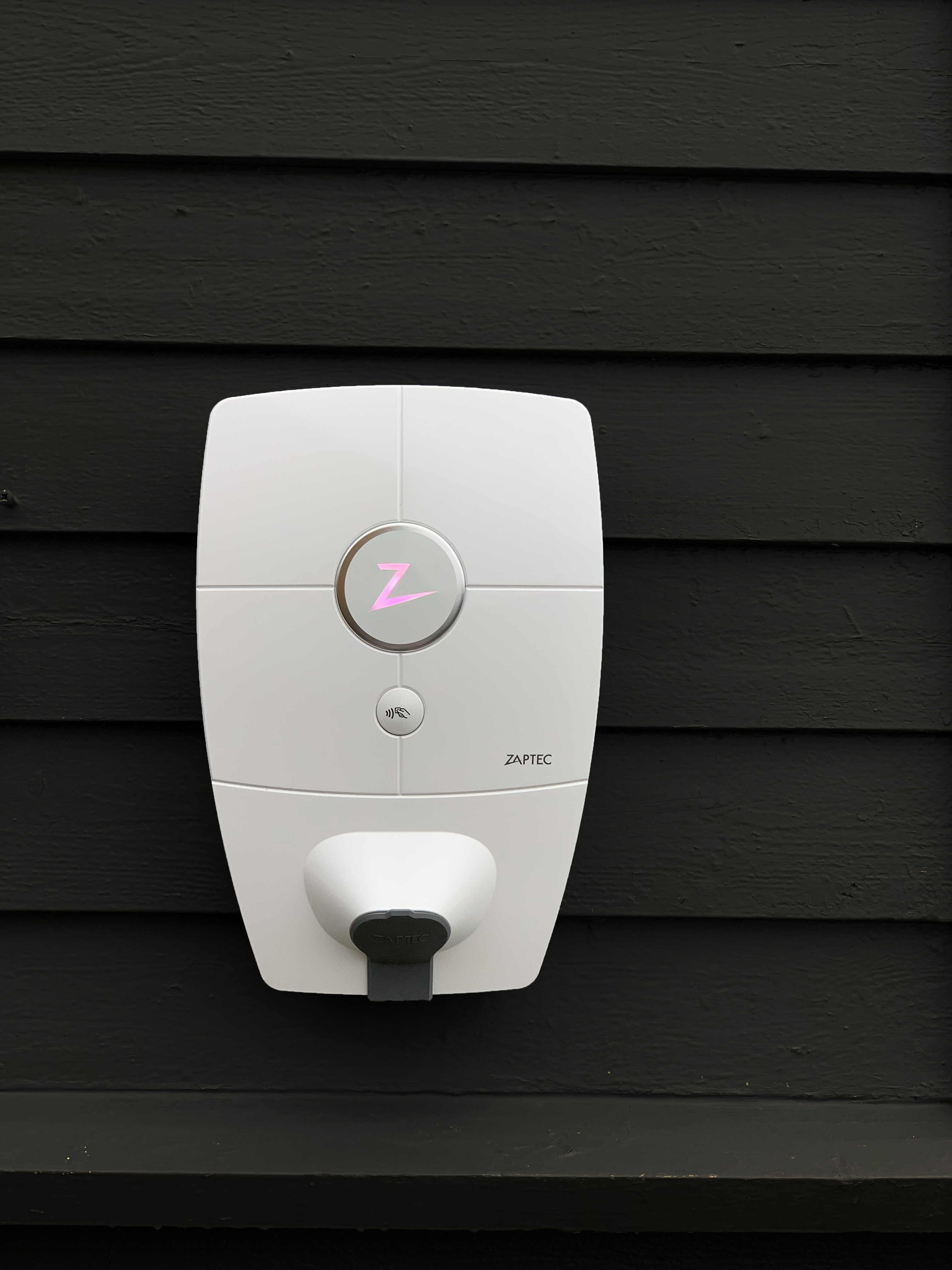
Zaptec Home laddbox

Zaptecs produktportfölj inkluderar hårdvara (laddstationer, infrastruktur och tillbehör) och mjukvara i form av ett laddnings- och hanteringssystem (portal och app).

## Utmärkelser och erkännanden i urval
- Red Dot Design Award 2022 för Product Design.[6][7]
- Red Dot Design Award 2021 för Brands & Communication Design.[8]
- Regional Winner in Made in Norway 2017[9]
- Telenor Greenovation Award 2017[10]
- Vebjørn Tandberg Award 2016[11]
- Norway Tech Award 2015[12]